# Hypapocheima
Hypapocheima là một chi bướm đêm thuộc họ Geometridae.